# .org
.org ist eine generische Top-Level-Domain, die von der Public Interest Registry (kurz PIR) verwaltet wird. Sie gehört zu den ursprünglichen Top-Level-Domains, die am 1. Januar 1985 erstellt wurden, und war damals für nichtkommerzielle Organisationen bestimmt, die nicht in eine der anderen generischen Top-Level-Domains fielen.
Die Top-Level-Domain wird – neben ihrem ursprünglich vorgesehenen Zweck – oft von freien Software-Projekten wie Linux, Firefox, Chromium und zahlreichen weiteren Open-Source-Programmen verwendet.  Da keine besonderen Beschränkungen für die Vergabe existieren, kann jede natürliche oder juristische Person eine .org-Domain registrieren. Insgesamt darf eine .org-Domain maximal zwischen 1 und 63 Zeichen lang sein, die Verwendung von Umlauten ist möglich.
.org zählt zu den Top-Level-Domains mit den meisten Adressen. Im Juli 2012 erreichte die Zahl der registrierten Domains erstmals die Marke von zehn Millionen. Knapp 60 Prozent aller Inhaber haben ihren Sitz in den USA. Im September 2017 waren 10,36 Millionen Domains registriert.
Im Jahr 2019 wurde der Verkauf der Public Interest Registry (PIR), einer Tochterfirma der gemeinnützigen Internet Society (ISOC), für 1,135 Milliarden US$ an die neu gegründete Investmentfirma Ethos Capital beschlossen. Mehrere Nichtregierungsorganisationen protestierten dagegen. Access Now forderte eine Untersuchung durch den US-Kongress, da dieser Verkauf „die Preisgabe eines der letzten ‚zivilen Räume‘ im Netz“ darstelle. Die ICANN blockierte den Verkauf wegen inakzeptabler Ungewissheit (engl. unacceptable uncertainty) hinsichtlich der Zukunft der Top-Level-Domain.